# Snowboarden op de Aziatische Winterspelen 2007
Snowboarden was een onderdeel van de Aziatische Winterspelen 2007 in Changchun in  China. De wedstrijden werden gereden in het skigebied Beidahu. Er waren wedstrijden van 29 tot 30 januari 2007.

## Medaillespiegel
| Plaats | Land  | Goud | Zilver | Brons | Totaal |
| ------ | ----- | ---- | ------ | ----- | ------ |
| 1      | Japan | 2    | 1      | 1     | 4      |
| 2      | China | 0    | 1      | 1     | 2      |

## Resultaten

### Mannen Halfpipe
| Plaats | Naam             | Land  | Score |
| ------ | ---------------- | ----- | ----- |
| Goud   | Kokubo Kazuhiro  | Japan | 44.5  |
| Zilver | Shi Wangchen     | China | 42.0  |
| Brons  | Murakami Daisuke | Japan | 40.7  |

### Vrouwen Halfpipe
| Plaats | Naam           | Land  | Score |
| ------ | -------------- | ----- | ----- |
| Goud   | Nakashim Shiho | Japan | 44.2  |
| Zilver | Yamaoka Soko   | Japan | 41.7  |
| Brons  | Liu Jiayu      | China | 38.3  |

Alpineskiën · 
Biatlon · 
Curling · 
Freestyleskiën · 
IJshockey · 
Kunstrijden · 
Langlaufen · 
Schaatsen · 
Shorttrack · 
Snowboarden